# Джонстаун (округ Коагома, Міссісіпі)
Джонстаун (англ. Jonestown) — місто (англ. town) в США, в окрузі Коагома штату Міссісіпі. Населення — 962 особи (2020).

## Географія
Джонстаун розташований за координатами 34°19′20″ пн. ш. 90°27′15″ зх. д. / 34.32222° пн. ш. 90.45417° зх. д. (34.322154, -90.454274).  За даними Бюро перепису населення США в 2010 році місто мало площу 1,00 км², уся площа — суходіл.

## Демографія
Згідно з переписом 2010 року, у місті мешкало 1298 осіб у 422 домогосподарствах у складі 307 родин. Густота населення становила 1294 особи/км².  Було 476 помешкань (474/км²).
Расовий склад населення:
| - 97,9 % — чорних або афроамериканців - 1,7 % — білих - 0,1 % — корінних американців |

До двох чи більше рас належало 0,3 %. Частка іспаномовних становила 0,3 % від усіх жителів.
За віковим діапазоном населення розподілялося таким чином: 32,5 % — особи молодші 18 років, 59,4 % — особи у віці 18—64 років, 8,1 % — особи у віці 65 років та старші. Медіана віку мешканця становила 27,5 року. На 100 осіб жіночої статі у місті припадало 83,6 чоловіків;  на 100 жінок у віці від 18 років та старших — 73,8 чоловіків також старших 18 років.
Середній дохід на одне домашнє господарство  становив 23 661 долар США (медіана — 17 895), а середній дохід на одну сім'ю — 28 577 доларів (медіана — 22 083). Медіана доходів становила 33 839 доларів для чоловіків та 18 387 доларів для жінок. За межею бідності перебувало 53,2 % осіб, у тому числі 67,7 % дітей у віці до 18 років та 26,8 % осіб у віці 65 років та старших.
Цивільне працевлаштоване населення становило 358 осіб. Основні галузі зайнятості: мистецтво, розваги та відпочинок — 29,6 %, освіта, охорона здоров'я та соціальна допомога — 20,4 %, роздрібна торгівля — 13,4 %, публічна адміністрація — 11,5 %.